# Felisberto I, Duque de Saboia
Felisberto I (17 de agosto de 1465 – 22 de setembro de 1482), apelidado de "o Caçador", foi o Duque de Saboia de 1472 até sua morte. Era o quinto filho do duque Amadeu IX e sua esposa Iolanda da França, com esta servindo como sua regente durante todo seu reinado por causa de sua minoridade.
Tendo morrido durante uma caçado não deixou descendentes apesar de se ter casado com a sua prima Branca Maria Sforza. O Ducado de Saboia passou ao seu irmão Carlos e a sua viúva casar-se-á em 1494 com Maximiliano I do Sacro Impeério Romano-Germânico.